# 瓦特岛
瓦特岛（法語：Houat，法語發音：[wat]），又称瓦岛，是法国莫尔比昂省的一座岛屿，位于比斯開灣，现由同名市镇管辖。